# Ор-сюр-Мер
Ор-сюр-Мер (фр. Aure sur Mer) — муніципалітет у Франції, у регіоні Нижня Нормандія, департамент Кальвадос. Населення — 720 осіб (2020). Ор-сюр-Мер утворено 1 січня 2017 року шляхом злиття муніципалітетів Рюссі i Сент-Онорин-де-Перт. Адміністративним центром муніципалітету є Сент-Онорин-де-Перт. Населення — 709 осіб (01.01.2021).

## Демографія
Динаміка населення (INSEE ):